# Wydział Ekonomii i Zarządzania Uniwersytetu w Białymstoku
Wydział Ekonomii i Zarządzania Uniwersytetu w Białymstoku – – historyczny wydział Uniwersytetu w Białymstoku. 1 października 2019, zarządzeniem Rektora UwB, Wydział został zlikwidowany na skutek reorganizacji struktur uniwersyteckich.

## Kierunki kształcenia

### Studia I stopnia
Dostępne kierunki:
- Ekonomia
- Ekonomiczno-Prawny
- Logistyka
- Międzynarodowe Stosunki Gospodarcze
- Zarządzanie

### Studia II stopnia
Dostępne kierunki:
- Ekonomia
- Ekonomiczno-Prawny
- Międzynarodowe Stosunki Gospodarcze
- Zarządzanie

## Struktura organizacyjna

### Katedry
| Katedra                                               | Kierownik                       |
| ----------------------------------------------------- | ------------------------------- |
| Katedra Ekonomii Politycznej                          | prof. dr hab. Robert Ciborowski |
| Katedra Finansów, Rachunkowości i Informatyki         | dr hab. Grażyna Michalczuk      |
| Katedra Nauk o Przedsiębiorstwie                      | prof. dr hab. Henryk Wnorowski  |
| Katedra Polityki Ekonomicznej i Rozwoju Gospodarczego | prof. dr hab. Marek Proniewski  |
| Katedra Skarbowości                                   | dr hab. Ryta Dziemianowicz      |

### Zakłady
| Katedra                                              | Kierownik                          |
| ---------------------------------------------------- | ---------------------------------- |
| Zakład Ekonometrii i Statystyki                      | dr hab. Józef Rogowski             |
| Zakład Ekonomii Sektora Publicznego                  | dr hab. Renata Przygodzka          |
| Zakład Ekonomiki i Finansów Samorządu Terytorialnego | dr hab. Marzanna Poniatowicz       |
| Zakład Międzynarodowych Stosunków Gospodarczych      | dr hab. Jerzy Grabowiecki          |
| Zakład Podstaw i Strategii Zarządzania               | dr hab. Bogusław Plawgo            |
| Zakład Polityki Regionalnej i Zarządzania Projektami | dr hab. Tadeusz Truskolaski        |
| Zakład Zarządzania                                   | dr hab. Urszula Gołaszewska-Kaczan |
| Zakład Zrównoważonego Rozwoju                        | dr hab. Dariusz Kiełczewski        |

## Poczet dziekanów
- historyczny poczt dziekanów Wydziału Ekonomii i Zarządzania (2008-19), Wydziału Ekonomicznego (do 2008)

1. 1997–1999 Nn
2. 1999–2004 Nn
3. 2004–2008 Nn
4. 2008–2012 Nn
5. 2012–2016 prof. dr hab. Henryk Wnorowski[5]
6. 2016–2019 prof. dr hab. Marzanna Poniatowicz

## Władze Wydziału
W kadencji 2016–2019:
| Stanowisko                            | Imię i nazwisko                    |
| ------------------------------------- | ---------------------------------- |
| Dziekan                               | prof. dr hab. Marzanna Poniatowicz |
| Prodziekan ds. Rozwoju                | dr hab. Grażyna Michalczuk         |
| Prodziekan ds. Studenckich            | dr Mariusz Citkowski               |
| Prodziekan ds. Kształcenia i Promocji | dr inż. Tomasz Poskrobko           |